# Матвеевское (Ярославский район)
Матвеевское — деревня Ивняковского сельского поселения Ярославского района Ярославской области.

## География
Деревня расположена в окружении леса на левом берегу реки Пажица. Является тупиковой.

## История
В 2006 году деревня вошла в состав Ивняковского сельского поселения образованного в результате слияния Ивняковского и Бекреневского сельсоветов.

## Население
| 2007 | 2010 |
| ---- | ---- |
| 10   | →10  |

### Историческая численность населения
По состоянию на 1859 год в деревне было 11 домов и проживало 68 человека.
По состоянию на 1989 год в деревне проживало 12 человек.

### Национальный и гендерный состав
Согласно результатам переписи 2002 года, в национальной структуре населения русские составляли 100 % из 6 чел., из них 2 мужчины, 4 женщины.
Согласно результатам переписи 2010 года население составляют 7 мужчин и 3 женщины.

## Инфраструктура
Основа экономики — личное подсобное хозяйство. По состоянию на 2021 год большинство домов используется жителями для постоянного проживания и проживания в летний период. Вода добывается жителями из личных колодцев. Имеется таксофон (около дома №3).
Почтовое отделение №150509, расположенное в деревне Дорожаево, на март 2022 года обслуживает в деревне 30 домов.

## Транспорт
Матвеевское расположено на расстоянии пяти километров от дороги федерального значения Р-132 «Золотое кольцо». К деревне идёт дорога 78Н-0960 «Спасское - Матвеевское».